# Лінетт Лім Шуень
Лінетт Лім Шуень (25 квітня 1992) — сінгапурська плавчиня.
Учасниця Олімпійських Ігор 2008, 2012 років.